# Pape Samba Ba
Pape Samba Ba (* 1. März 1982 in Saint-Louis) ist ein ehemaliger senegalesischer Fußballspieler.

## Karriere

### Im Verein
Ba begann seine Karriere in der Jugend von Espoir Saint Louis. 2002 startete er seine Profi-Karriere bei US Rail Thiés und im Frühjahr 2003 wechselte er nach Dakar zu ASC Jeanne d’Arc. Nach zwei Jahren in der Championnat du Sénégal de football für Jeanne d’Arc, wechselte er im Juli 2004 zum Azərbaycan Birinci Divizionu club FK Şämkir. Hier erzielte er in acht Spielen zwei Tore, bevor er im Januar 2005 zum Ligarivalen FK Karvan Yevlax wechselte. Ba verließ nach einem Jahr Aserbaidschan und unterschrieb in der Ekstraklasa für Lech Posen. Er spielte in der Saison 2005/2006 18 Spiele für Posen, bevor er zu Unia Janikowo wechselte. Im Winter 2006 wechselte er zu II liga Verein Górnik Polkowice und im Dezember 2007 schloss er sich Odra Opole an, dort war er im Mai 2008 in einen Rassismus Fall verwickelt. Im Frühjahr 2009 verließ er letztendlich Odra und wechselte zum IV liga polska club Znicz Pruszków. Im Sommer 2009 ging er dann zurück nach Senegal zum ASC Thiès. Am 17. Juli 2010 unterschrieb er einen Vertrag bei Pogoń Siedlce, dort kam er jedoch nicht wirklich zum Zug und kündigte am 7. Februar 2011 seinen Vertrag. Nach zehn Tagen ohne Verein unterschrieb er am 17. Februar für KSZO Ostrowiec Świętokrzyski in der III liga polska.

### Nationalmannschaft
Der Abwehrspieler kam zwischen 2005 und 2006, zu fünf Länderspielen für die Senegalesische Fußballnationalmannschaft.

### Privates
Sein jüngerer Bruder Abdoulaye ist ebenfalls Fußballspieler und steht derzeit bei ASC Port Autonome unter Vertrag. Im Sommer 2008 spielte er einige Testspiele für Odra Opole und Legia Warschau, konnte sich aber für keinen Vertrag empfehlen.